# Wilhelm Rediess
Wilhelm Rediess (10 de octubre de 1900 - 8 de mayo de 1945) fue un militar y el jefe alemán de la policía secreta durante la ocupación alemana de Noruega que siguió a la Operación Weserübung durante la Segunda Guerra Mundial. Además fue comandante de las SS estacionadas en el país nórdico desde el 22 de junio de 1940 hasta su suicidio.
Rediess nació en Heinsberg, Westfalia, en el desaparecido Imperio Alemán, como hijo de un empleado de la corte. Después de terminar la escuela hizo un aprendizaje de electricista. En junio de 1918, se alistó en el ejército alemán, sirviendo en la infantería durante la Primera Guerra Mundial. Después trabajó como electricista hasta que perdió su trabajo debido a la profunda crisis económica de 1929.
En mayo de 1925, Rediess se hizo miembro de las Sturmabteilung y en diciembre de 1925 se aprobó su afiliación al Partido Nacionalsocialista de los Trabajadores o Nazi. En 1927 fue designado comandante de la compañía Düsseldorf de las SA, y en 1930 fue transferido con su unidad a las SS. Para 1935 Rediess ocupaba el cargo de Teniente General (SS-Gruppenführer).
En el inicio de la segunda guerra, se le encargó a Rediess la implementación de las leyes raciales en Prusia, específicamente en Prusia del Este. Se le asignó la tarea de erradicar a 1558 judíos catalogados como mentalmente enfermos. Rediess trajo cabinas para llenarlas de gas y solicitó personal de otras unidades SS, ofreciendo una recompensa de 10 Reichsmarks por cada judío asesinado. Tomó 17 días acabar con todos los judíos y luego Rediess se negó a pagar.
Rediess fue recompensado por demostrar iniciativa y se le asignó el mando de varias unidades SS en Noruega.
En marzo de 1941, Rediess puso en práctica el programa Lebensborn en Noruega, que dio como resultado directo el embarazo de cientos de mujeres noruegas por soldados alemanes. Este programa promovía la mezcla entre los noruegos y los alemanes con el fin de producir niños arios "racialmente puros", ya que los nazis consideraban a las poblaciones de Escandinavia incluso más "puras" que la población alemana. El resultado final fue el nacimiento de 8.000 niños auspiciados por este programa.
Al ser ocupada Alemania por los ejércitos aliados, Rediess se suicidó de un disparo el 8 de mayo de 1945. Su cuerpo fue destruido cuando el Comisario del Reich en Noruega, Josef Terboven se suicidó también pero detonando 50 kg de dinamita en el Castillo de Skaugum, cerca de Oslo.
- Datos: Q61115
- Multimedia: Wilhelm Rediess / Q61115

- Esta obra contiene una traducción  derivada de «Rudolf Querner» de Wikipedia en francés, publicada por sus editores bajo la Licencia de documentación libre de GNU y la Licencia Creative Commons Atribución-CompartirIgual 4.0 Internacional.